# L'Enfant de sous le pont
L'enfant de sous le pont est un roman écrit par Jean-Marie Gustave Le Clézio et édité par Lire c'est partir en 2000.
L'histoire  raconte la vie d'ALI, un SDF.  Un soir, il trouve  un carton  dans lequel se trouve un nouveau-né . Il tombe tout de suite sous la charme de la petite fille et fait tout pour la nourrir mais ce n'est pas facile de s'occuper d'un bébé quand on vit sous un pont. 
La petite, qu'il nomma Amina grandit et procure beaucoup de bonheur à Ali. 
L'hiver arriva et Ali n'arrivant plus à trouver de nourriture pour l'enfant décida de la laisser à une famille qui lui avait déjà procuré de la nourriture à la même époque. 
Il se sépare à contrecœur de la petite fille en la laissant devant la porte de cette famille. Il se met à l'écart pour cacher ses larmes coulant sur son visage abîmé par la vie. 